# Jāzeps Mediņš
Jāzeps Mediņš (ur. 13 lutego 1877 w Kownie, zm. 12 czerwca 1947 w Rydze) – łotewski kompozytor i dyrygent.

## Życiorys
Brat Jēkabsa i Jānisa. Ukończył studia w instytucie muzycznym w Rydze (1896), gdzie uczył się gry na skrzypcach, wiolonczeli i fortepianie. Później był nauczycielem i dyrektorem tej uczelni. W latach 1906–1911 dyrygował teatrem łotewskim w Rydze. Od 1916 do 1922 roku był dyrygentem teatru operowego w Baku. W latach 1922–1925 był dyrygentem Łotewskiej Opery Narodowej. Od 1945 do 1947 roku był wykładowcą Konserwatorium Muzycznego w Rydze, w 1946 roku otrzymał tytuł profesora.
W 1928 roku został odznaczony Orderem Trzech Gwiazd, a w 1945 roku otrzymał tytuł Zasłużonego Artysty Łotewskiej SRR.

## Wybrane kompozycje
(na podstawie materiałów źródłowych)

### Utwory orkiestrowe
- Koncert skrzypcowy (1911)
- Armēņu melodija (1932)
- Latvju zeme (1935)
- II Symfonia „Ziedoni” (1937)
- III Symfonia Es-dur (1941)

### Utwory kameralne
- Kwartet smyczkowy F-dur (1941)

### Opery
- Vaidelote (1922–1924, wyst. Ryga 1927)
- Zemdegi (1947, dokończona przez Marģerisa Zariņša)